# Луитполд (маркграф на Бавария)
Вижте пояснителната страница за други личности с името Луитполд.
Луитполд или Леополд (на немски: Luitpold, Liutpold, Leopold; † 4 юли 907 при Пресбург) произлиза от могъщия баварски благороднически род Хуоси. Роднина е с династията на Каролингите чрез Лиутсвинд, майката на император Арнулф Каринтийски и е основател на династията на Луитполдинги, която управлява Бавария и Каринтия през 10 век.

## Управление
През 893 г. император Арнулф Каринтийски го назначава за маркграф на Марка Каринтия и Горна Панония (територии в днешните Австрия и Унгария) на мястото на Енгелшалк II от Вилхелмините. През 895 г. Луитполд придобива графствата Донаугау и Нордгау до Регенсбург и от 889 – 907 г. е херцог или маркграф на Бавария. Tака той достига водещо място в югоизточната част на империята.
С Каролингските императори има особено близки отношения и му се дават задачи в Моравия и отблъскването на непрекъснатите унгарски нападения.
През 898 г., по нареждане на императора, той предприема успешен поход против царството Великоморавия на Моймир II. В източниците е наричан през 903 г. херцог на Бохемия (dux Boemanorum). След смъртта на император Арнулф през 899 г. той е nepos на непълнолетния Лудвиг Детето. Луитполд е убит на 4 юли 907 г. в битката при Пресбург, против нахлулите маджари. Погребан е в манастира Лорш.

## Фамилия
Луитполд е женен за Кунигунда Швабска (* 880), дъщеря на пфалцграф Бертхолд I, сестра на швабския пфалцграф Ерхангер II и брат му граф Бертхолд II (Ахалолфинги). През 913 г. крал Конрад I се жени за вдовицата на Луитполд, за да обвърже така херцогствата Бавария и Швабия по-здраво към кралството.
Луитполд и Кунигунда са родители на по-късните херцози Арнулф Лошия и Бертхолд.